# Wola Wielka (powiat lubaczowski)
Wola Wielka – wieś w Polsce położona w województwie podkarpackim, w powiecie lubaczowskim, w gminie Narol.
W latach 1975–1998 miejscowość należała administracyjnie do województwa przemyskiego.
Wierni Kościoła rzymskokatolickiego należą do parafii Matki Bożej Śnieżnej w Łukawicy.

## Części wsi
| SIMC    | Nazwa        | Rodzaj 508466 |
| ------- | ------------ | ------------- |
| 0607096 | Brzezinki    | przysiółek    |
| 0607104 | Jacków Ogród | przysiółek    |

## Zabytki
- Cerkiew greckokatolicka Opieki Bogurodzicy - wzniesiona w 1755. W 1844 cerkiew była rozbudowana (m.in. dobudowano zakrystię). Świątynię przebudowano w latach 90. XIX wieku (m.in. czworoboczną kopułę zrębową znad nawy zastąpiono ośmiopołaciową kopułą sferyczną, powiększono zakrystię). Od 1994 cerkiew jest nieużytkowana. Obok cerkwi usytuowana jest wolno stojąca dzwonnica z XVIII wieku. Budowla posiada typowy dla cerkwi ruskich plan trójdzielny z dominującą nawą i dwoma mniejszymi pomieszczeniami na osi podłużnej. Cerkiew po II wojnie światowej, do 1994, pełniła funkcję kościoła filialnego parafii Matki Bożej Śnieżnej w Łukawicy (obecnie taką rolę pełni nowo wybudowana kaplica).

## Galeria

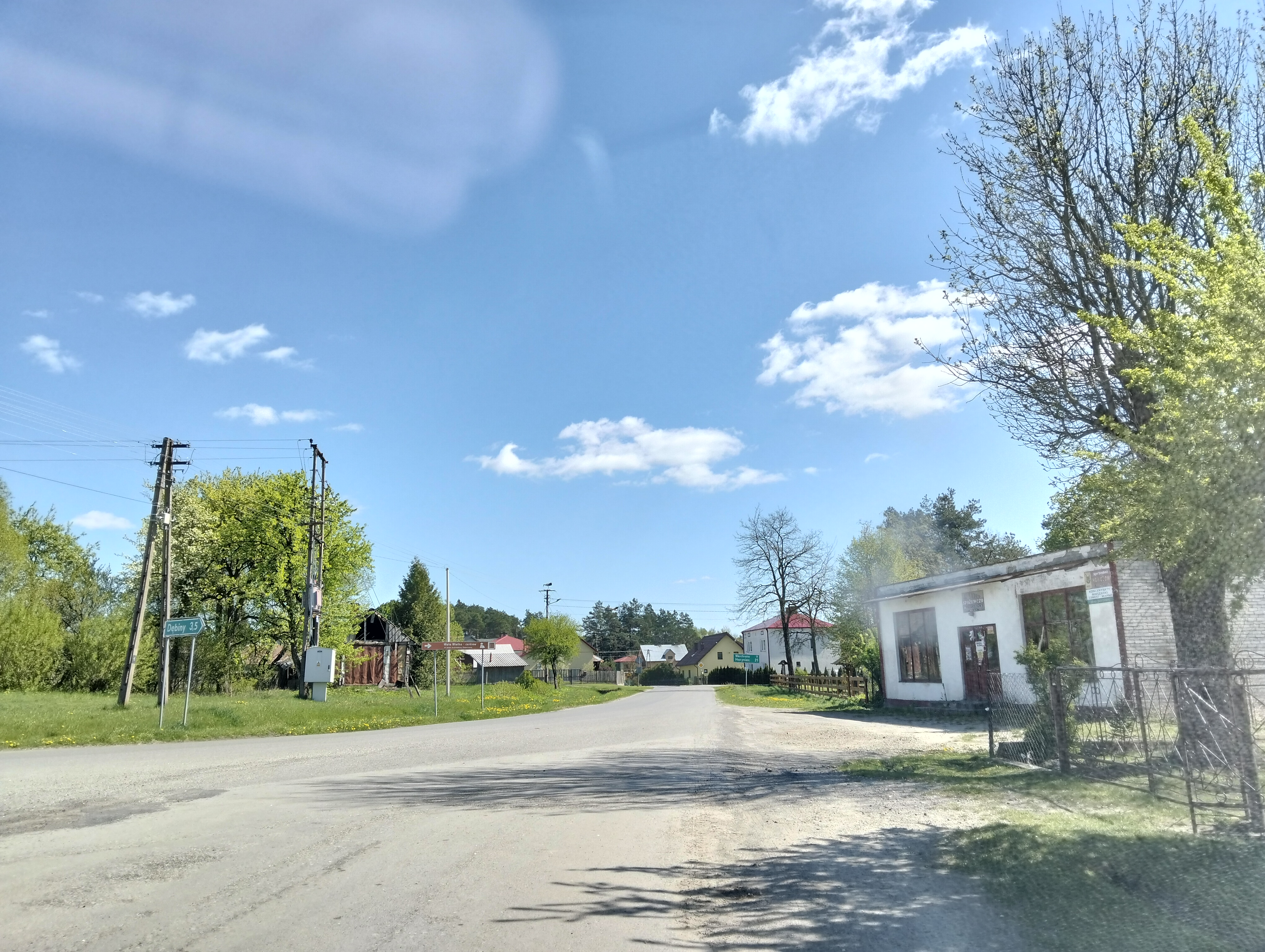
Centrum wsi
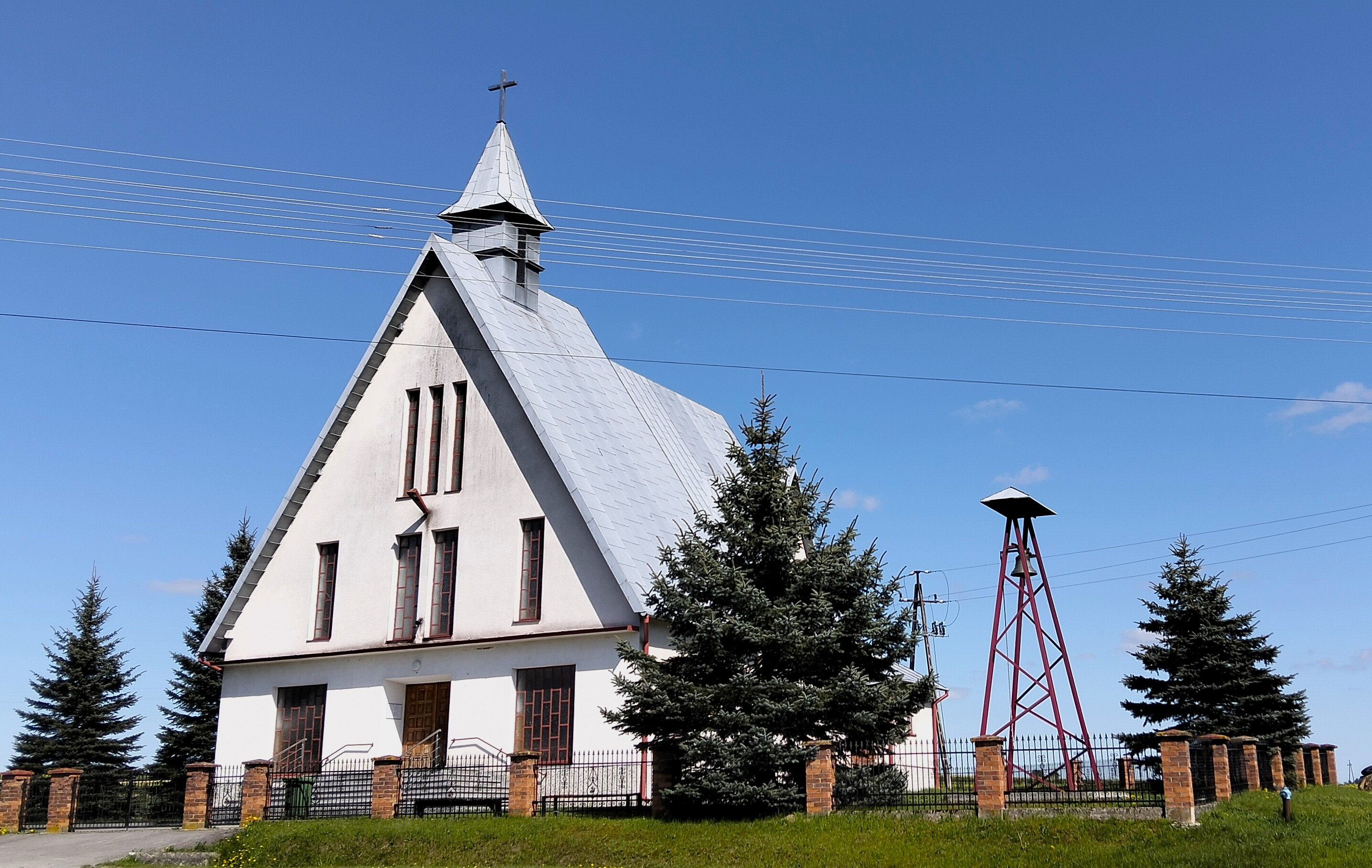
Kościół katolicki